# Itzhak de Laat
Itzhak de Laat (Leeuwarden, 13 giugno 1994) è un pattinatore di short track olandese.

## Biografia
Ha vinto la medaglia d'oro ai campionati mondiali di short track di Rotterdam 2017 nella staffetta 5.000 metri, con i compagni di nazionale Daan Breeuwsma, Sjinkie Knegt e Dennis Visser.
Ha rappresentato i Paesi Bassi ai Giochi olimpici invernali di Pyeongchang 2018 e Pechino 2022. È un abile disegnatore ed ha personalizzato il proprio casco e quello dei compagni di nazionale.

## Palmarès

### Mondiali
- 4 medaglie:
  - 3 ori (staffetta 5000 m a Rotterdam 2017; staffetta 5000 m a Dordrecht 2021; staffetta 5000 m a Seul 2023);
  - 1 argento (1500 m a Dordrecht 2021).

### Europei
- 14 medaglie:
  - 6 ori (staffetta 5000 m a Torino 2017; staffetta 5000 m a Dresda 2018; staffetta 5000 m a Danzica 2021; staffetta 5000 m e staffetta mista 2000 m a Danzica 2023; staffetta 5000 m a Danzica 2024);
  - 3 argenti (staffetta 5000 m a Dordrecht 2019; 1500 m e staffetta 5000 m a Debrecen 2020);
  - 5 bronzi (staffetta 5000 m a Dordrecht 2015; 3000 m a Debrecen 2020; classifica generale, 500 m e 1000 m a Danzica 2021; 1500 m a Danzica 2024).